# Glenea intermixta
Glenea intermixta är en skalbaggsart. Glenea intermixta ingår i släktet Glenea och familjen långhorningar.

## Underarter
Arten delas in i följande underarter:
- G. i. indiscalis
- G. i. intermixta
- G. i. bidiscopunctata